# North Amherst
North Amherst es un lugar designado por el censo ubicado en el condado de Hampshire en el estado estadounidense de Massachusetts. En el Censo de 2010 tenía una población de 6.819 habitantes y una densidad poblacional de 1.235,49 personas por km².

## Geografía
North Amherst se encuentra ubicado en las coordenadas 42°24′24″N 72°31′34″O / 42.40667, -72.52611. Según la Oficina del Censo de los Estados Unidos, North Amherst tiene una superficie total de 5.52 km², de la cual 5.51 km² corresponden a tierra firme y (0.09%) 0.01 km² es agua.

## Demografía
Según el censo de 2010, había 6.819 personas residiendo en North Amherst. La densidad de población era de 1.235,49 hab./km². De los 6.819 habitantes, North Amherst estaba compuesto por el 74.48% blancos, el 4.47% eran afroamericanos, el 0.18% eran amerindios, el 15.46% eran asiáticos, el 0.13% eran isleños del Pacífico, el 1.55% eran de otras razas y el 3.72% pertenecían a dos o más razas. Del total de la población el 5.46% eran hispanos o latinos de cualquier raza.